# Звездана мапа
Звездана мапа је мапа ноћног неба. Астрономи су користили ову мапу да би могли да идентификују и пронађу астрономска тела као сто су звезде, констелације (сазвежђа) и галаксије. Коришћене су за људску навигацију још од прве пронађене звездане мапе (која је стара око 32.500 година). Алати који су потребни за коришћење звездане мапе јесу астролаб (инклинометар) и планисфера (аналогни рачунар или инструмент који помаже у препознавању звезда и сазвежђа).

## Историја

### Праисторија
Могуће је да је најстарија звездана мапа била урезана у слоновачи, кости мамутове кљове која је била откривена у Немачкој 1929. године. Овај артефакт је стар 32.500 година и има резбарење који подсећа на сазвежђе Орион. Цртеж на зиду Ласко пећине у Француској има графички приказ Плејаде отвореног кластера звезда. Цртеж је био нацртан од пре 33.000 до 10.000 година. Истраживач Мајкл О. Рапенглик је такође предложио да се у истим пећинама приказује бизон, човек са главом птице и главе птица на врху комада дрвета, заједно они могу да приказују летњи троугао. Још једна звездана мапа, направљена пре више од 21.000 година, пронађена је у пећини Ла Тет ду Лион. Говеда (бизони) на овом приказу могу представљати констелацију Таурус.

### Антика
Најстарија прецизно датирана звездана мапа појавила се у древној египатској астрономији у 1534. години пре наше ере. Најранији познати звездани католози су саставили древни Вавилонски астрономи из Месопотамије крајем 2. миленијума п. н. е.
Најстарији астрономски записи из Кине датирани су још од пре Периода зараћених држава (476-221 п. н. е), али најранији сачувани кинески каталози звезда астронома Ши Шена и Ган Деа се налазе у делу Шиђи из 2. века пре нове ере историчара Западног Хана Симе Ћена. Најстарији кинески графички приказ неба је кутија за лак која датира из 430. п. н. е, иако овај приказ поименично приказује положаје кинеских сазвежђа и не приказује појединачне звезде.
Атлас Фернезе је копија статуе из хеленистичке ере, која приказује титана Атласа како држи небеску сферу на рамену. То је најстарији приказ античких грчких сазвежђа, такође укључује мрежу кружница које указују на позиције координата. Због прецесије, позиција сазвежђа полако се кроз време мењају. Упоређивањем позиције 41 сазвежђа према мреже кругова, може се тачно одредити епоха од кад су оригиналне запажања. На основу ових информација, сазвежђа су датирани између 125. и 55. п. н. е. Ова евиденција указује да је коришћен каталог звезда грчког астронома Хипарха из 2. века пре нове ере. Пример римске репрезентације ноћног неба јесте египатски Дендера Зодијак, који потиче из 50. п. н. е.

### Средњи век
Најстарији сачувани рукопис звездане мапе је откривена у пећинама Могао уз Пут свиле - (Дунхуанг Звездана мапа). Ово је свитак 210 цм дужине и 24,4 цм ширине, показују небо у деклинацији између 40° на југу до 40° на северу у дванаест панела, плус тринаести панел показује северно циркумполарно небо. Укупно 1345 звезда је уцртано, и груписане су у 257 сазвежђа. Датум ове мапе је неизвестан, али се процењује да је настала око 705-710 н.е.
Током династије Сонг, кинески астроном Су Сонг написао је књигу која се зове Нови дизајн сферичног астролаба, која садржи пет мапа са по 1464 звезде. Астроном Хуан Шан припремио је планисферу заједно са објашњењем текста. То је урезано у камену у 1247. године, и ова мапа још увек постоји у храму Вен Миао у Суџоу.
У муслиманској астрономији, прва звездана мапа која је била прецизно нацртана је била илустрација персијског астронома Абд ал-Рахман ел-Суфија у његовој књизи 964. године под насловом “Књига основних звезда”. Ел Суфијем рад садржи илустрације сазвежђа и у звезде су приказане као светле тачке. Оригинална књига није преживела, али копија књиге из 1009. се чува на Оксфордском универзитету.
Најстарија европска звездана мапа је рукопис од пергамента под називом “de composicion sphere solid”. Он је највероватније настао у Бечу, Аустрија 1440. године, и састоји се од два дела, једног који приказује сазвежђа на северној небеској хемисфери и једног који приказује еклиптике. Ово може да послужи као прототип за најстарије европске штампане звездане мапе. Један сет портрета производене у Нурмбергу, Немачка 1515. године. Њихов је направио Албрехт Дирер.

### Рани модерни период
За време период Великих географских открића, експедиције на јужној хемисфери откриле су бројна нова сазвежђа. То највероватније потиче из евиденције двојице холандских морнара Питера Дирксуна Кејсера и Фредерика де Хоутмана, који су заједно путовали до Холандске Источне Индије. На основу њихових записа холандски картограф Јост де Хондт, додао је 12 нових сазвежђа. Јохан Бајер је 1603. направио звездани аталс назван Уранометрија, који је први садржао сазвежђа обе хемисфере. Увео је и тзв. Бајерове ознаке, систем за означавање сазвежђа и најсанијих звезда, словима грчког алфабета. The latter was the first atlas to chart both celestial hemispheres and it introduced the Bayer designations for identifying the brightest stars using the Greek alphabet. The Uranometria contained 48 maps of Ptolemaic constellations, a plate of the southern constellations and two plates showing the entire northern and southern hemispheres in stereographic polar projection.
Пољак Јохан Хевелије завршио је свој звездани атлас 1609. године(Firmamentum Sobiescianum). Она садржи 56 великих двостраних звезданих мапа и побољшао прецизност позиција јужних звезда. Увео је и још 11 сазвежђа (Штит, Гуштер, Ловачки пси, и др).